# Эршад, Хуссейн Мохаммад
Хуссейн Мохаммад Эршад (бенг. হুসেইন মুহাম্মদ এরশাদ; 1 февраля 1930, Динхата, Куч-Бихар, Британская Индия — 14 июля 2019, Дакка, Бангладеш) — пакистанский, затем бангладешский политический и военный деятель, генерал. Диктатор, занимавший пост президента Бангладеш в 1983—1990 годах.

## Биография
Его отец переехал из Западной Бенгалии в Восточный Пакистан при разделе Индии. Выпускник университета Дакки. С 1952 года служил в рядах пакистанской армии, в 1971 году перешёл в новосозданную бангладешскую. Высшее военное образование получал в Индии, уже в период после Войны за независимость Бангладеш. Произведён в чин полковника в 1973 году, генерал-майора в 1975 году, в должности начальника генштаба (1 декабря 1978 — 31 августа 1986) совершил военный переворот в 1983 году, после чего семь лет занимал пост президента страны, несмотря на активное противодействие политической оппозиции.
В 1990-е годы возглавлял партию Джатья, четырежды избирался в парламент как депутат от неё, добился для партии статуса младшего партнёра в правительстве Авами Лиг (1996—2001).
Постоянно подвергался судебным преследованиям за совершённые в период пребывания на президентском посту нарушения закона.

## Семья
Жена — Рушан Эршад, лидер официальной оппозиции в Национальной ассамблее Бангладеш.

## Смерть
Эршад был госпитализирован в Объединённый военный госпиталь в Дакке 26 июня 2019 года и 29 июня после того, как его состояние внезапно ухудшилось. Он скончался 14 июля 2019 года в больнице. Государственные похороны Эршада состоялись через 2 дня после его смерти.